# So-Makaï
So-Makaï est un village de la région du Centre du Cameroun, situé dans la commune de Nguibassal. 

## Population et développement
En 1962, la population de So-Makaï était de 116 habitants. La population de So-Makaï était de 366 habitants dont 176 hommes et 190 femmes, lors du recensement de 2005.     